# Maria Severa Onofriana
Maria Severa Onofriana (1820. – 30. studenog 1846.) ili jednostavno   A Severa je portugalska pjevačica fada koja je postala slavna, poslije smrti.

## Životopis
Maria Severa je rođena u Lisabonu, Portugal u četvrti Madragoa 1820. 
Roditelji su joj bili Severo Manuel i Ana Gertrudes. Njena majka je bila vlasnica taverne i imala je nadimak A Barbuda ("bradata žena"). Za Severu se pričalo da je bila visoka i graciozna prostitutka, i da je pjevala fado u tavernama, i svirala portugalsku gitaru. Umrla je od tuberkuloze, 30. studenog 1846.g. u Lisabonu.
Njena slava proizlazi iz romana Júlio Dantasa, A Severa, koji je 1901. postao i predstava. Godine 1931. redatelj Leitão de Barros pretvorio je predstavu u film. Bio je to prvi portugalski zvučni film, a zvao se također A Severa.